# Epidesma endodasia
Epidesma endodasia är en fjärilsart som beskrevs av George Francis Hampson 1898. Epidesma endodasia ingår i släktet Epidesma och familjen björnspinnare. Inga underarter finns listade i Catalogue of Life.